# Platte schorskevers
De platte schorskevers (Cucujidae) zijn een familie van kevers (Coleoptera) in de onderorde Polyphaga.

## In Nederland waargenomen soorten
- Genus: Cucujus
  - Cucujus cinnaberinus - (Vermiljoenkever)
- Genus: Pediacus
  - Pediacus depressus
  - Pediacus dermestoides